# Jüdischer Friedhof (Vierraden)

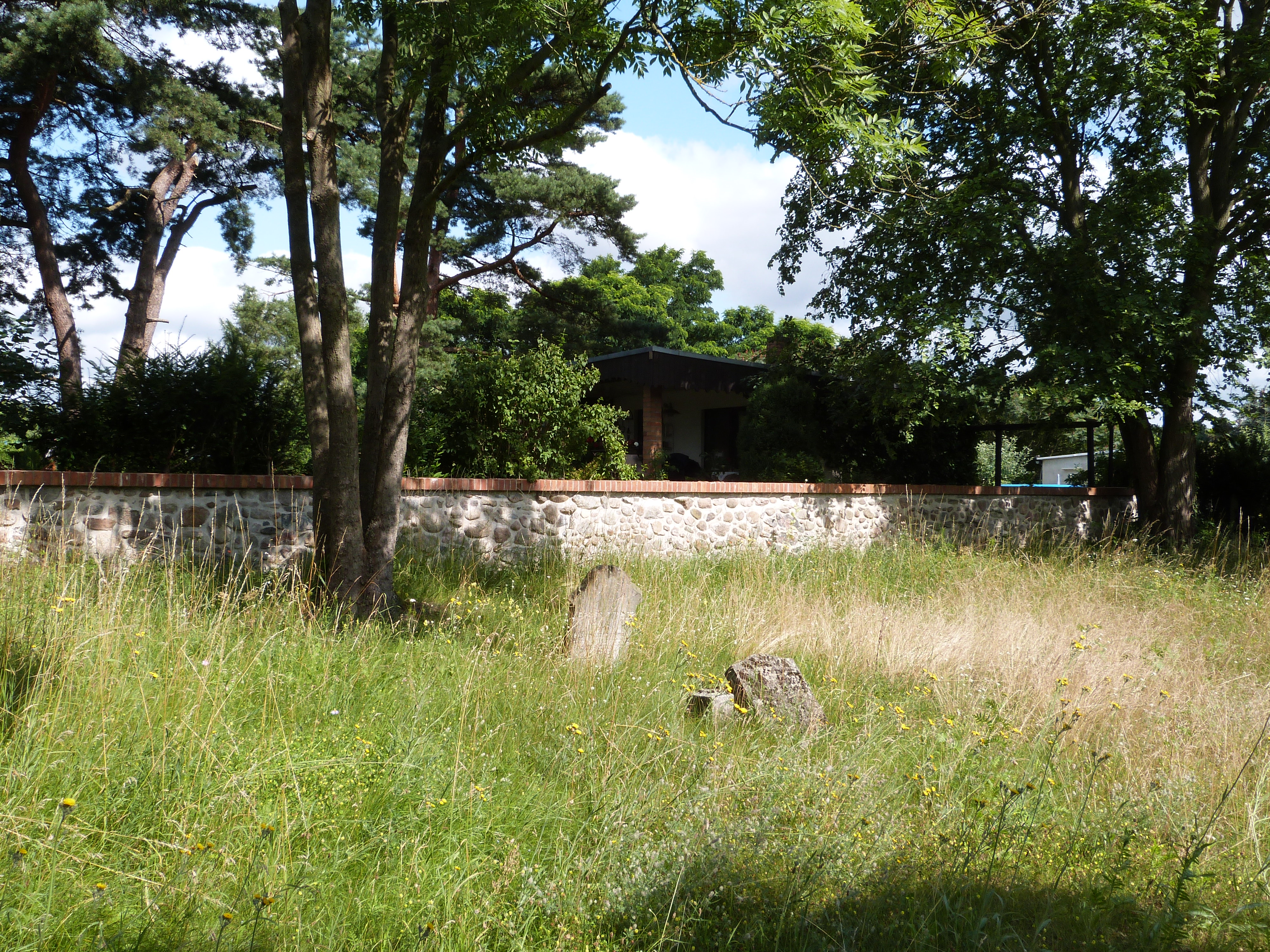
Jüdischer Friedhof Vierraden (Juli 2017)

Der Jüdische Friedhof Vierraden liegt in Vierraden, einem Ortsteil der Stadt Schwedt/Oder im Landkreis Uckermark in Brandenburg. Der im Osten des Ortes am Welsestrand gelegene Friedhof ist ein geschütztes Baudenkmal. 
Auf dem 561 m² großen Friedhof, der von einer Feldsteinmauer umgeben ist, sind fünf Grabsteine und fünf Grabsteinreste erhalten. Ein kleiner Gedenkstein erinnert an die jüdische Gemeinde Vierraden.

## Geschichte des Friedhofes
Der jüdische Friedhof wurde 1860 auf Grund einer Schenkung des jüdischen Tabakhändlers Aron Seelig an die Synagogengemeinde in Schwedt angelegt. Etwa 30 verstorbene Personen wurden auf dem Friedhof beigesetzt.
Der Friedhof war nach 1945 zunächst noch einigermaßen unversehrt erhalten, er verwahrloste aber immer mehr. Nach langen Jahren der Vernachlässigung wurde er 1988/89 wieder hergestellt. Fünf der früher noch vorhandenen etwa 25 bis 30 Grabsteine wurden wieder aufgestellt, die Friedhofsmauer wurde 2004 saniert. 